# Henry Iba
Henry Payne Iba, (Easton, Misuri, 6 de agosto de 1904 - Stillwater, Oklahoma, 15 de enero de 1993) es un exjugador y entrenador de baloncesto estadounidense. Fue campeón olímpico como seleccionador de Estados Unidos en los Juegos Olímpicos de Tokio de 1964 y los de  México de 1968, y medalla de plata en Múnich 1972. Fue durante 26 años entrenador de la Universidad Oklahoma State. Tiene un premio con su nombre, el  Premio Henry Iba (en inglés, Henry Iba Award), premio anual entregado desde 1959 al mejor entrenador de baloncesto masculino universitario del año por la United States Basketball Writers Association (USBWA). 